# Elops machnata
Elops machnata är en fiskart som först beskrevs av Forsskål, 1775.  Elops machnata ingår i släktet Elops och familjen Elopidae. IUCN kategoriserar arten globalt som livskraftig. Inga underarter finns listade i Catalogue of Life.